# Kuňovice
Kuňovice (en allemand : Kuniowitz) est une commune du district de Benešov, dans la région de Bohême-Centrale, en République tchèque. Sa population s'élevait à 94 habitants en 2020.

## Géographie
Kuňovice se trouve à 10 km au sud-est de Vlašim, à 27 km au sud-est de Benešov et à 62 km au sud-est de Prague.
La commune est limitée par Zdislavice au nord-ouest, par Javorník au nord, par Mnichovice à l'est, par Borovnice au sud, par Chmelná au sud-ouest et par Miřetice à l'ouest.

## Histoire
La première mention écrite de la localité date de 1412.